# Montecrestese

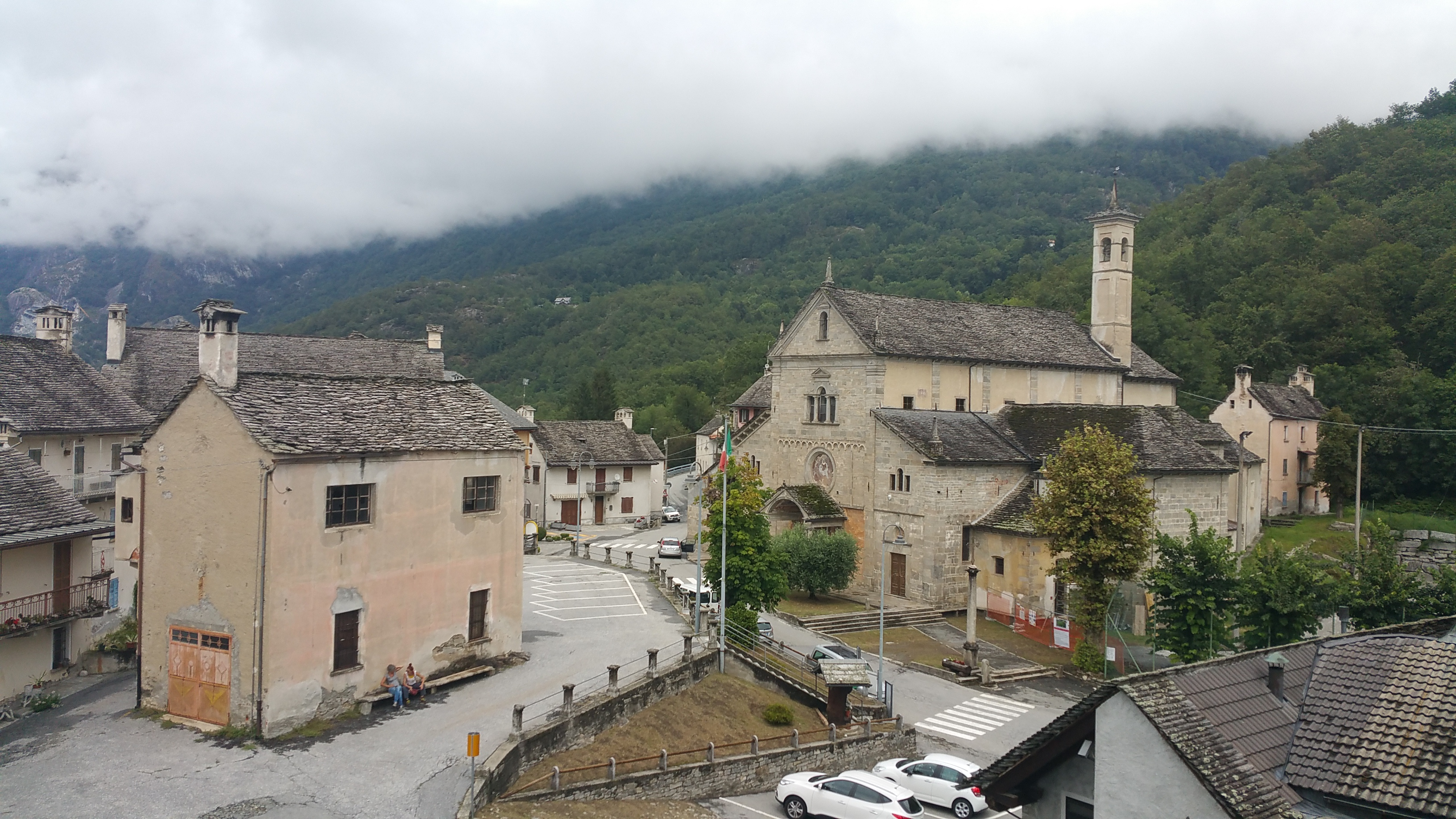
Dorfplatz in der Fraktion Chiesa

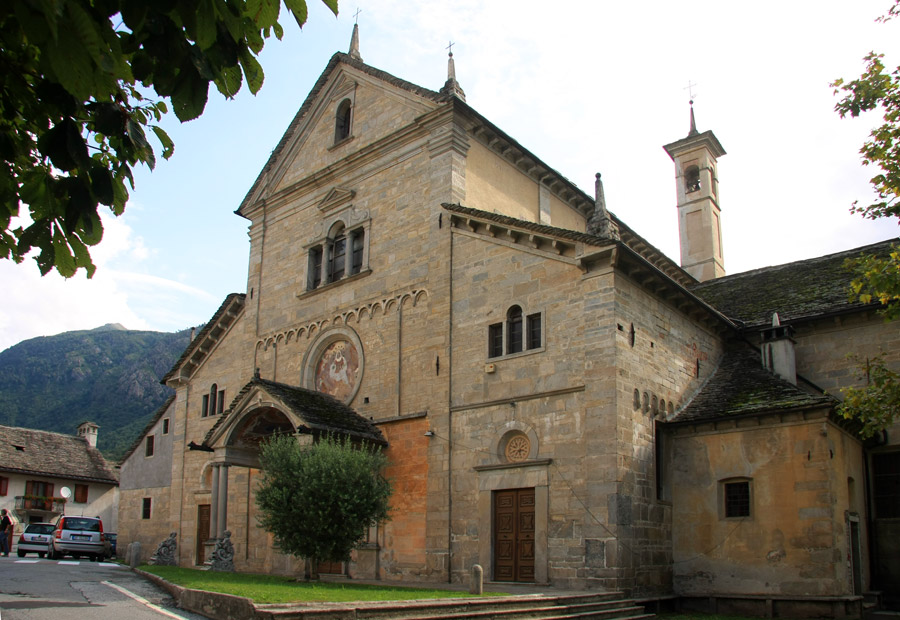
Die Pfarrkirche Maria Assunta

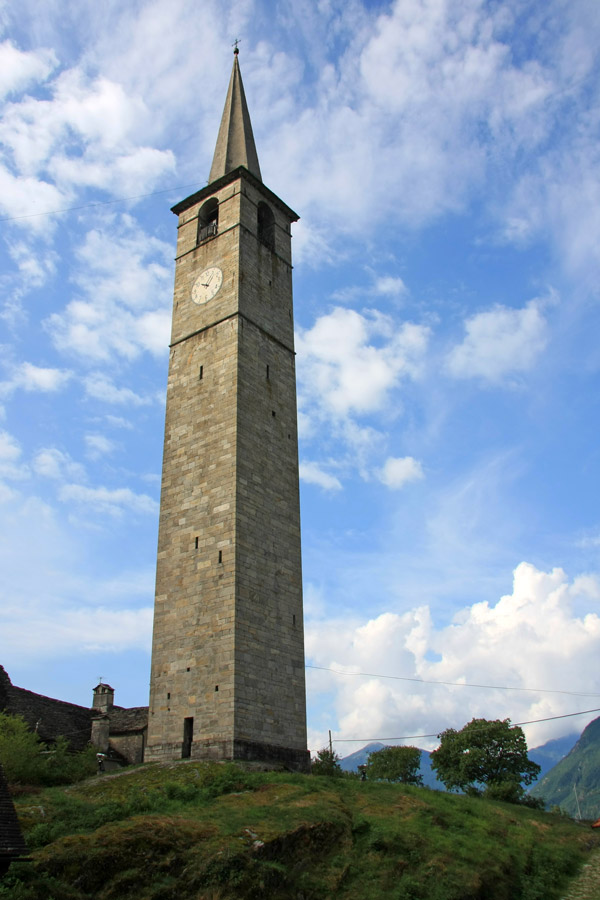
Glockenturm

Montecrestese ist eine Gemeinde in der italienischen Provinz Verbano-Cusio-Ossola (VB) in der Region Piemont.

## Lage und Einwohner
Montecrestese liegt rund 50 km nordwestlich von der Provinzhauptstadt Verbania und 10 km südlich von Domodossola entfernt. Die Gemeinde besteht aus einem Komplex zahlreicher kleiner Weiler, die sich über eine Fläche von 86 km² verteilen, die auch das gesamte Isorno-Tal umfasst. In der Gemeinde leben 1258 Menschen (Stand 31. Dezember 2023).
Die Nachbargemeinden sind Crevoladossola, Crodo, Masera, Premia und Santa Maria Maggiore.

### Fraktionen
Die heute bekannten und bewohnten Fraktionen sind etwa zwanzig, aber in der Vergangenheit waren es viel mehr. Heute gehören Pontetto, Groppo, Cadiano, Vigna, Roldo, Vignamaggiore, Portano, Cardone, Burella, Giosio, Oro, Prata, Naviledo, Alloggio, Nava, Chiesa, Lomese, Chezzo, Veglio, Croppomarcio, Roledo, Castelluccio, Alteno, Spesc und Croppola zur Gemeinde. Das Rathaus befindet sich im Dorf Chiesa.

## Sehenswürdigkeiten
- Die Pfarrkirche Santa Maria Assunta im Dorf Chiesa wurde zwischen dem 16. und 17. Jahrhundert an der Stelle einer bestehenden Kirche erbaut und beherbergt zahlreiche Fresken im Inneren. Unweit der Kirche, über einer Anhöhe, steht der Glockenturm, das Wahrzeichen von Montecrestese, der mit seinen 67 Metern Höhe der höchste Glockenturm von Ossolatal ist.
- Über die alte Manlio-Brücke soll in der Römerzeit die Konsularstraße des Simplonpasses geführt haben.